# Ускуля
Ускуля (фин. Uusikylä — Новая деревня) — деревня в Пениковском сельском поселении Ломоносовского района Ленинградской области.

## История
В переписи Дудергофского погоста Ингерманландии за 1696 год упоминается деревня Ускуля.
Как деревня Новые Жильцы она упомянута на «Географическом чертеже Ижорской земли» Адриана Шонбека 1705 года.
Деревня являлась вотчиной императора Александра I из которой в 1806—1807 годах были выставлены ратники Императорского батальона милиции.
На «Топографической карте окрестностей Санкт-Петербурга» Военно-топографического депо Главного штаба 1817 года обозначена деревня Новая или Ускюля, состоящая из 12 крестьянских дворов.
На карте Санкт-Петербургской губернии Ф. Ф. Шуберта 1834 года она упомянута как Ускюлля (Новая).

УСКУЛИ или НОВАЯ — деревня принадлежит государю великому князю Михаилу Павловичу, число жителей по ревизии: 16 м. п., 32 ж. п. (1838 год)

В пояснительном тексте к этнографической карте Санкт-Петербургской губернии П. И. Кёппена 1849 года она записана как деревня Uusikylä (Новая, Ускуля, Узикюля) и указано количество её жителей на 1848 год: эвремейсов — 19 м. п., 24 ж. п., всего 43 человека, ижоры — 1 м. п.; ижоры относились к православному Ораниенбаумскому приходу, ингерманландцы — к лютеранскому приходу Тюрё.

УСКУЛИ или НОВАЯ — деревня Ораниенбаумского дворцового правления, по просёлочной дороге, число дворов — 3, число душ — 20 м. п. (1856 год)

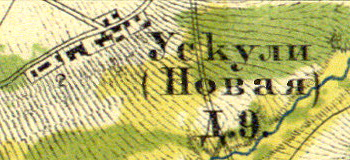
Деревня Ускуля на карте 1860 года

Согласно «Топографической карте частей Санкт-Петербургской и Выборгской губерний» в 1860 году деревня называлась Ускуля (Новая) и состояла из 9 крестьянских дворов.

УСКУЛИ (НОВАЯ) — деревня Ораниенбаумского дворцового ведомства при колодцах, число дворов — 8, число жителей: 25 м. п., 28 ж. п. (1862 год)

В 1885 году деревня Новая Ускуля насчитывала 9 дворов и два колодца.
В конце XIX века деревня административно относилась к Ораниенбаумской волости 2-го стана Петергофского уезда Санкт-Петербургской губернии, в начале XX века — 3-го стана.
К 1913 году количество дворов в деревне увеличилось до 12.
С 1917 по 1923 год деревня входила в состав Венковского сельсовета Ораниенбаумской волости Петергофского уезда.
С 1923 года в составе Троцкого уезда.
Согласно данным переписи населения СССР 1926 года в деревне Ускуля проживал 100 человек — большинство ижоры, а также финны и русские.
С 1927 года в составе Ораниенбаумского района.
В 1928 году население деревни Ускуля также составляло 100 человек.
По данным 1933 года деревня Ускуля входила в состав Венковского финского национального сельсовета Ораниенбаумского района.
По данным 1936 года деревня Ускуля являлась административным центром Венковского сельсовета, в состав которого входили 9 населённых пунктов, 285 хозяйств и 8 колхозов.

План деревни Ускуля. 1939 год

Согласно топографической карте 1939 года деревня насчитывала 21 двор. В деревне располагались сельсовет и школа.
С 1954 года в составе Бронинского сельсовета.
С 1963 года в составе Гатчинского района.
С 1965 года вновь в составе Ломоносовского района. В 1965 году население деревни Ускуля составляло 27 человек.
По данным 1966, 1973 и 1990 годов деревня Ускуля также входила в состав Бронинского сельсовета.
В 1997 году в деревне Ускуля Бронинской волости проживали 14 человек, в 2002 году — 13 человек (русские — 46 %, корейцы — 31 %).
В 2007 году в деревне Ускуля Пениковского СП — 18 человек.

## География
Деревня расположена в северной части района на автодороге 41К-245 (Сойкино — Малая Ижора), к югу от административного центра поселения.
Расстояние до административного центра поселения — 5,5 км.
Расстояние до ближайшей железнодорожной станции Ораниенбаум I — 4 км.

## Демография
| 1862 | 2002 | 2007 | 2010 | 2017 |
| ---- | ---- | ---- | ---- | ---- |
| 53   | ↘13  | ↗18  | ↗102 | ↘26  |

## Улицы
Центральная.